# Torns IF
Torns IF är en fotbollsförening i Stångby, norr om Lund. Föreningen bildades 30 mars 1965. 
Torns IF äger och driver sedan 1983 Tornhallen, en fullstor inomhushall och kafeteria. Varje år arrangeras Stångbymässan.
Föreningen firade 50 år under 2015 och bland annat skrevs en bok om föreningens historia de första 50 åren.
Fredag 7 september 2007 blev Torns IF klart för division 4, för andra gången någonsin. Laget slutade 2008, efter en stark avslutning, på fjärde plats. Efter säsongen 2009 slutade Torns IF på en fjärde plats i division 4 Skåne södra. Vid sommaruppehållet 2010 låg Torns IF på första plats i division 4 Skåne sydvästra, för att sedan gå upp till division 3 som de sedan redan första året vann 2011. Torns IF spelade därmed  2012 i division 2, och spelade 2017 sin sjätte raka säsong i division 2. Lördagen den 7 oktober 2017 säkrade Torns IF seriesegern i division 2 Östra Götaland och  spelar därmed i division 1 Södra under 2018.

## Spelartruppen
(L) - Inlånad spelare
| Nummer      | Land             | Spelare                | Födelsedatum      | Kom från        | Moderklubb      |           |
| Målvakter   | Målvakter        | Målvakter              | Målvakter         | Målvakter       | Målvakter       | Målvakter |
| ----------- | ---------------- | ---------------------- | ----------------- | --------------- | --------------- | --------- |
| 1           | Sverige          | Adam Larsson           | 20 november 1997  | Hässleholms IF  | BK Union        |           |
| 30          | Sverige          | Rasmus Norlander       | 17 juli 2002      | Torns IF U      | Kyrkheddinge IF |           |
| Försvarare  |                  |                        |                   |                 |                 |           |
| 5           | Sverige          | Linus Persson          | 2 september 1999  | Eskilsminne IF  | Svalövs BK      |           |
| 2           | Sverige          | Oskar Jönsson          | 14 oktober 2002   | IFK Malmö       | Teckomatorps SK |           |
| 19          | Sverige          | Jens Lynard            | 22 juni 1998      | IFK Hässleholm  | BK Vången       |           |
| 23          | England          | Ryan Kukoyi            | 8 april 1999      | BK Forward      | England         |           |
| 2           | Danmark          | Nikodem Roman Kowalski | 3 maj 1997        | Ariana FC       | Danmark         |           |
| Mittfältare |                  |                        |                   |                 |                 |           |
| 6           | Sverige          | Ossian Hallberg        | 26 juli 2000      | IFK Berga       | Möre BK         |           |
| 8           | Sverige          | Lass Hamawand          | 26 juli 2004      | Malmö FF        | Lunds BoIS      |           |
| 11          | Sverige          | Hampus Källström       | 6 oktober 2003    | Kristianstad FC | Svedala IF      |           |
| 14          | Sverige          | Jonathan Jacobsson     | 28 september 2001 | Österlen FF     | BK Näset        |           |
| 15          | Palestina (stat) | Mahdi Fatahi           | 15 augusti 2003   | Lunds BK        | Roskilde BK     |           |
| 27          | Sverige          | Tom Wassholm (L)       | 29 oktober 2003   | Trelleborgs FF  | BK Höllviken    |           |
| 24          | Irland           | Abimbola Obasoto       | 6 februari 2002   | Radcliffe FC    | Roskilde BK     |           |
| 26          | Sverige          | Emil Persson           | 19 mars 2004      | Torns IF U      | Klågerups GIF   |           |
| 27          | Norge            | Jens Johansen          | 5 augusti 1999    | Karlslunds IF   | Østsiden        |           |
| 24          | Sverige          | Neo Andersson          | 25 juli 2005      | Torns IF U      | Sverige         |           |
| 12          | Sverige          | Hugo Brannefalk        | 14 juni 2006      | Torns IF U      | Sverige         |           |
|             | Sverige          | Cyrus Momeni           | 25 maj 2008       | Torns IF U      | Torns IF        |           |
| Anfallare   |                  |                        |                   |                 |                 |           |
| 9           | Sverige          | Emin Karaman           | 23 mars 1998      | FC Rosengård    | Heleneholms SK  |           |
| 10          | Sverige          | Omar Khattab           | 1 juni 1996       | Eslövs BK       | Lunds BK        |           |
| 9           | Sverige          | Adrian Kozic Löfqvist  | 16 oktober 2004   | Torns IF U      | Linero IF       |           |
| 22          | Danmark          | Oussama Djafer-Bey     | 12 november 1997  | Ängelholms FF   | Frem            |           |
| 22          | Palestina (stat) | Osama Khattab          | 11 december 2002  | Sarpsborg 08    | Lunds SK        |           |
| 20          | Sverige          | Mirza Halvadzic        | 15 februari 1996  | BK Olympic      | Lunds BK        |           |

### Utlånade spelare
| Nr | Land    | Pos | Namn                                                           |
| -- | ------- | --- | -------------------------------------------------------------- |
| 7  | Sverige | MF  | Matthew Ambaye (i Linero IF till 31 december 2024)             |
| 12 | Sverige | A   | Adrian Kozic Löfqvist (i IFK Simrishamn till 31 december 2024) |

| Nr | Land    | Pos | Namn                                                  |
| -- | ------- | --- | ----------------------------------------------------- |
| 16 | Sverige | F   | Axel Winberg (i IFK Hässleholm till 31 december 2024) |

## Kända spelare
- Oskar Rönningberg
- Andreas Ekberg
- Astrit Selmani